# Kenneth Clarke
Kenneth Harry “Ken” Clarke (Nottingham, 2 luglio 1940) è un politico britannico, ex esponente del Partito Conservatore, che occupò posizioni ministeriali durante i gabinetti Thatcher (1979-1990) e Major (1990-1997) e con la nascita del governo di coalizione di David Cameron nel maggio 2010, Clarke fu Lord Cancelliere e Segretario di Stato per la Giustizia dal 2010 al 2012.

## Carriera
Sotto il governo Thatcher, dal 1987 al 1988 fu Cancelliere senza portafoglio del Ducato di Lancaster; dal 1988 al 1990 fu ministro per la Sanità; sotto il governo Major, dal 1990 al 1992, fu ministro per l'Istruzione; dal 1992 al 1993 ministro per l'Interno e, infine, dal 1993 fino al 2 maggio 1997, fu Cancelliere dello Scacchiere.
Da tale data il Regno Unito venne governato dal Partito Laburista, tuttavia Ken Clarke rimase deputato alla Camera dei Comuni, eletto nel Collegio di Rushcliffe (Nottinghamshire).
In tre occasioni consecutive, nel 1997, nel 2001 e nel 2005 ha corso per la leadership del partito Conservatore (che lo avrebbe reso candidato ufficiale alla guida del governo britannico), risultando tuttavia sempre sconfitto.
Il 3 settembre 2019 Clarke vota (insieme a 20 altri deputati conservatori) a favore del disegno di legge contro la no-deal Brexit appoggiata da Partito Laburista, Partito Nazionale Scozzese, Liberal Democratici, Plaid Cymru e Partito Verde di Inghilterra e Galles. Viene pertanto espulso dal Partito Conservatore.